# Oscar Eduardo Miñarro
Oscar Eduardo Miñarro (* 15. September 1960 in Buenos Aires) ist ein argentinischer römisch-katholischer Geistlicher und Weihbischof in Merlo-Moreno.

## Leben
Oscar Eduardo Miñarro studierte am Priesterseminar des Bistums Morón, für das er durch Bischof Justo Oscar Laguna am 22. Oktober 1994 die Diakonen- und am 25. März 1995 die Priesterweihe empfing. Mit der Errichtung des Bistums Merlo-Moreno am 13. Mai 1997 wurde er in dessen Klerus inkardiniert.
Nach verschiedenen Aufgaben in der Pfarrseelsorge und als Dekan war er unter anderem Mitglied des Pastoral- und Priesterrates des Bistums sowie Verantwortlicher für die Priesteramtskandidaten. Schließlich wurde er zum Generalvikar des Bistums ernannt.
Papst Franziskus ernannte ihn am 19. September 2016 zum Weihbischof in Merlo-Moreno und Titularbischof von Antium. Die Bischofsweihe spendete ihm der Bischof von Merlo-Moreno, Fernando Carlos Maletti, am 3. Dezember desselben Jahres. Mitkonsekratoren waren der emeritierte Bischof von San Isidro, Alcides Jorge Pedro Casaretto, und der Bischof von Cruz del Eje, Santiago Olivera.
Von März 2022 bis zum 12. Dezember 2022 leitete Oscar Eduardo Miñarro das vakante Bistum Merlo-Moreno als Diözesanadministrator. Seit dem 9. August 2025 ist Miñarro Apostolischer Administrator des vakanten Bistums Alto Valle del Río Negro.